# Seemühle (Wettringen)
Seemühle ist ein Gemeindeteil der Gemeinde Wettringen im Landkreis Ansbach (Mittelfranken, Bayern). Seemühle liegt in der Gemarkung Wettringen.

## Geografie
Die Einöde liegt am Seemühlgraben, einem linken Zufluss der Tauber. Eine Gemeindeverbindungsstraße führt nach Reichenbach (0,3 km südöstlich) bzw. zur Thomasmühle (0,7 km nördlich).

## Geschichte
Mit dem Gemeindeedikt (frühes 19. Jahrhundert) wurde Seemühle dem Steuerdistrikt und der Ruralgemeinde Wettringen zugewiesen.

### Einwohnerentwicklung
| Jahr      | 001818 | 001840 | 001861 | 001871 | 001885 | 001900 | 001925 | 001950 | 001961 | 001970 | 001987 |
| Einwohner | 9      | 10     | 10     | 12     | 8      | 9      | 7      | 9      | 9      | 5      | 7      |
| Häuser    | 2      | 2      |        |        | 2      | 2      | 2      | 1      | 2      |        | 1      |
| Quelle    | [ 7 ]  | [ 8 ]  | [ 9 ]  | [ 10 ] | [ 11 ] | [ 12 ] | [ 13 ] | [ 14 ] | [ 15 ] | [ 16 ] | [ 1 ]  |

## Religion
Der Ort ist seit der Reformation evangelisch-lutherisch geprägt und bis heute nach St. Peter und Paul (Wettringen) gepfarrt. Die Einwohner römisch-katholischer Konfession sind nach St. Laurentius (Bellershausen) gepfarrt.